# Dennis Bozic
Dennis Bozic (Södertälje, Švedska, 2. kolovoza 1990.) švedski je profesionalni hokejaš na ledu hrvatskih korijena. Igra na poziciji obrambenog igrača.

## Klub
Igrao je u Elitserien, Allsvenskan, EBEL, hrvatskoj ligi, Kazahstanskoj Višoj ligi, Metal Ligaenu i danskom kupu.

## Reprezentacija
Član švedske mlade reprezentacije koja je nastupila na svjetskom prvenstvu IIHF-a za igrače starosti do 18 godina održanom 2008. godine.

## Vanjske poveznice
- Statistike kaerijere Dennisa Bozica na Internet Hockey Databaseu